# شاتو دو لرم

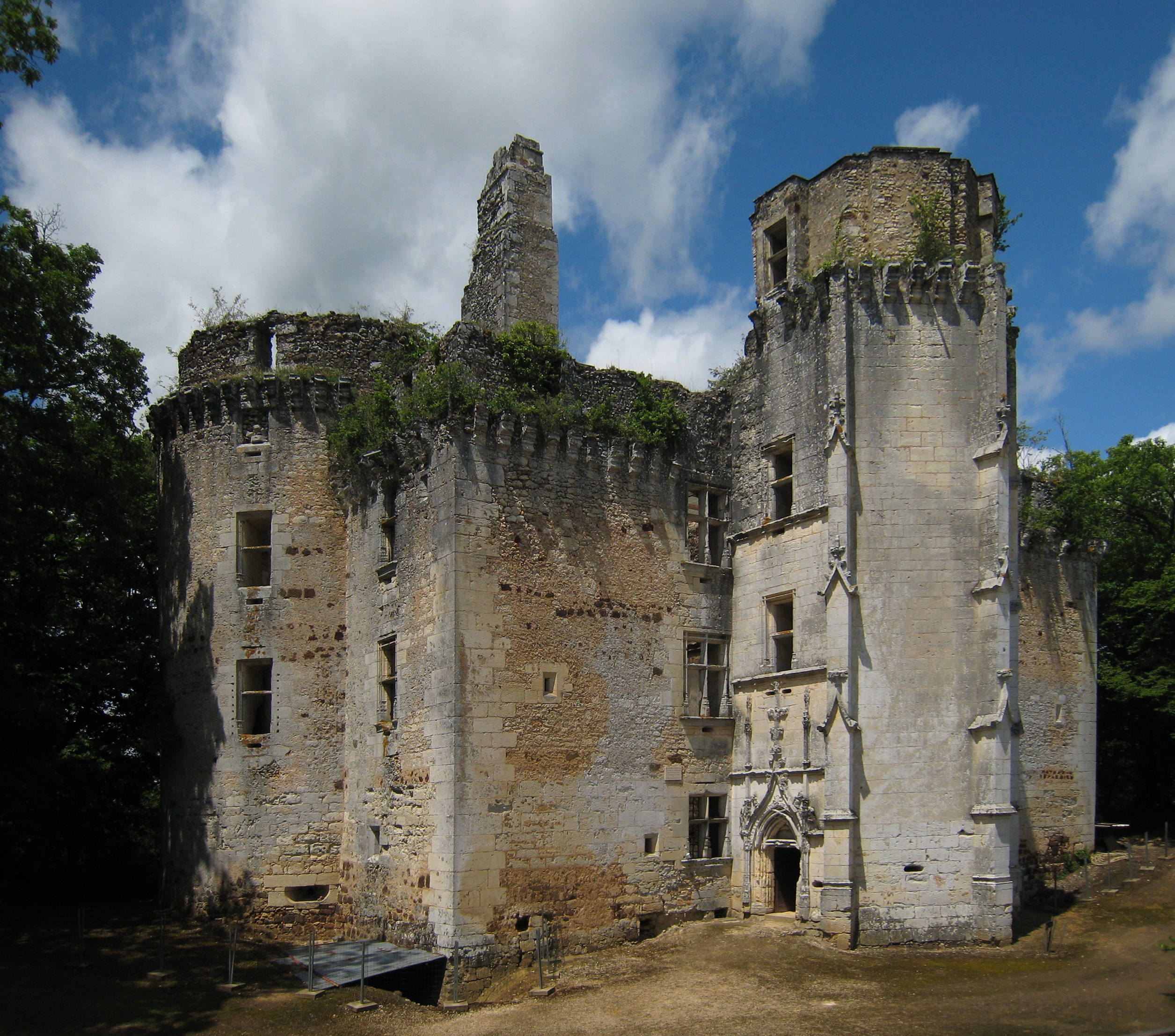
شاتو دو لرم

شاتو دو لرم (به فرانسوی: Château de l'Herm) یک قلعه تاریخی در شمال شهر روفینیاک سنت سرنین واقع شده‌است. این قلعه متعلق به خاندان کالیومونت در اوایل قرن شانزدهم بود سپس توسط ماری دو هاتفورت با حیله نیرنگ تصرف شد و سرانجام توسط لویی سیزدهم خریداری شد و متروکه گردید. از سال ۱۹۲۷ شاتو دولرم به عنوان یک مکان تاریخی میزبان گردشگران است. کمپ برهنگی شاتو دولرم در جنوب قلعه شاتو دولرم قرار دارد که مورد توجه طبیعت‌دوستان هست